# Stazione di Villalba (Spagna)
La stazione di Villalba è una stazione ferroviaria di Collado Villalba, importante snodo alla confluenza della ferrovia Villalba-Segovia con la ferrovia Madrid-Hendaye.

## Storia
La stazione è stata inaugurata il 9 agosto 1861 con l'inaugurazione del tratto Madrid-El Escorial della ferrovia Madrid-Hendaye.

## Movimento
A Villalba Renfe Operadora fornisce servizi della divisione Media Distancia, con collegamenti tra Madrid e Ávila. Il collegamento con Segovia è stato notevolmente ridotto dall'apertura della linea ad alta velocità tra Madrid e Segovia-Guimar.
L'infrastruttura è servita inoltre dalle linee C-3a, C-8 e C-10 della rete delle cercanías di Madrid.